# Drei Fremde
Drei Fremde (Originaltitel: Three Strangers) ist ein US-amerikanischer Kriminalfilm aus dem Jahr 1946 von Jean Negulesco mit Sydney Greenstreet, Geraldine Fitzgerald und Peter Lorre in den Hauptrollen.

## Handlung
Während des chinesischen Neujahrsfestes 1938 bringt Crystal Shakleford in London zwei Fremde, Jerome K. Arbutny und Johnny West, in ihre Wohnung. Dort bewahrt Crystal eine Statue der chinesischen Göttin Guanyin auf, die der Legende zufolge um Mitternacht drei Fremden ihre Augen und ihr Herz öffnet und ihnen alles gewährt, worum sie bitten. Johnny schlägt den anderen vor, sich an seinem Wettschein zu beteiligen. Sie vereinbaren, dass sie den Schein nicht verkaufen, wenn ihr Pferd ausgewählt wird, sondern ihn bis zum Grand National behalten. 
Während sie auf Mitternacht warten, sagt Crystal, sie werde ihren Anteil des Geldes verwenden, um ihren Mann zurückzubekommen. Arbutny hofft, das Geld werde ihm die Wahl in den Barrister’s Club sichern. Johnny möchte eine Bar kaufen, damit er in Ruhe trinken kann. Bevor die Uhr zu Ende schlägt, löscht eine Brise die Kerze, die die Statue erleuchtet, sodass es unmöglich wird, festzustellen, ob sich ihre Augen tatsächlich öffnen. Nachdem die Männer gegangen sind, kommt Crystals Ehemann David und als sie ihn anfleht, zurückzukommen, erklärt er, dass er sich in Janet Elliott verliebt hat und nur gekommen ist, um sie um eine Scheidung zu bitten. Johnny kehrt unterdessen in das Zimmer zurück, in dem er sich versteckt hat, nachdem ein Raubüberfall, an dem er unschuldig beteiligt war, mit Mord endete. Mit ihm warten Gabby und Icey Crane, die dem Mörder Bertram Fallon, der jetzt im Gefängnis sitzt, das Alibi verschaffen sollen. 
Arbutny hat das Konto von Lady Rhea Belladon unterschlagen, einer Witwe, die glaubt, mit ihrem toten Ehemann kommunizieren zu können. Bei Fallons Prozess stellt sich heraus, dass Iceys Aussage eine Lüge ist, also ändert Fallon sein Plädoyer in schuldig und beschuldigt Gabby und Johnny, an dem Mord beteiligt gewesen zu sein. Später wird Johnny bei einem Fluchtversuch verhaftet. Eine rachsüchtige Crystal besucht den Vorgesetzten ihres Mannes und enthüllt, dass David sie für eine andere Frau verlassen hat. Sie besucht Janet und lügt, dass David zu ihr zurückkommt, weil sie schwanger ist. Arbutny macht Lady Rhea einen Heiratsantrag. Diese untypische Handlung veranlasst sie dazu, ihre Bücher prüfen zu lassen, wie ihr verstorbener Ehemann ihr geraten hat. Als er als Betrüger entlarvt wird, bereitet sich Arbutny darauf vor, Selbstmord zu begehen, als er in der Zeitung liest, dass sein Pferd beim Rennen antreten wird. Er versucht sofort, Crystal zu überreden, das Los zu verkaufen, aber sie erinnert ihn daran, dass sie vereinbart hatten, die Wette auf das Rennen zu setzen. Gabby greift unterdessen Fallon an, während er auf dem Weg ins Gefängnis ist. Bevor er stirbt, entlastet Fallon Johnny. Nach seiner Freilassung erfährt Johnny von den Ergebnissen der Auslosung und eilt zu Crystals Wohnung. Als er Crystal unterdessen nicht überreden kann, das Los zu verkaufen, tötet ein verzweifelter Arbutny sie mit der Statue von Guanyin. Ironischerweise gewinnt ihr Pferd das Rennen, aber weil sie Crystals Unterschrift auf dem Los brauchen, können die Männer ihre Belohnung nicht einsammeln. Durch seine Tat in den Wahnsinn getrieben, gesteht Arbutny der Polizei den Mord. Johnny kehrt in die Bar zurück, um sich zu betrinken, und Icey, die sich in ihn verliebt hat, gesellt sich zu ihm, um über ihr Schicksal zu lachen.

## Hintergrund
Gedreht wurde der Film von Anfang Januar bis Mitte Februar 1945 in den Warner-Studios in Burbank.
Der Film beginnt mit dem folgenden Vorwort: „Es lag schon immer in der Natur des Menschen, Idole zu erfinden, denen er die Verantwortung für seine eigenen Taten zuschreiben kann. Vielleicht hätten sich die drei Fremden in dieser Geschichte, deren Leben eigentlich nichts miteinander zu tun haben, nie getroffen, wenn es nicht ein uraltes Idol gegeben hätte: die chinesische Göttin Guanyin. Und vielleicht wären ihre Geschichten anders verlaufen, wenn nicht das, was in jener Nacht passiert ist, passiert wäre. Und vielleicht auch nicht.“ 
Einer Nachrichtenmeldung vom 12. Juni 1939 zufolge sollten Bette Davis und George Brent die Hauptrollen in dem Film spielen. Damals trug die Geschichte den Titel Three Men and a Girl. Eine Bearbeitung dieser Geschichte von John Huston wurde 1937 von Warner Bros. gekauft, wie aus Memos hervorgeht, die in einer modernen Quelle wiedergegeben sind. In einer undatierten Pressemitteilung werden Humphrey Bogart, Sydney Greenstreet und Mary Astor als mögliche Stars des Films genannt.
Max Parker und Ted Smith oblag die künstlerische Leitung. Milo Anderson war für das Kostümbild zuständig. Edwin B. DuPar und William C. McGann schufen die Spezialeffekte, Paul Detlefsen die Matte Paintings. Eric Stacey arbeitete als Produktionsmanager. Musikalischer Direktor war Leo F. Forbstein, Murray Cutter und Jerome Moross leiteten das Orchester.
Für Alec Craig war es die letzte Filmrolle. Er starb im Juni 1945, rund acht Monate vor der Uraufführung.

## Synchronisation
Die deutsche Synchronfassung entstand 1983.
| Rolle                       | Schauspieler         | Deutscher Synchronsprecher |
| --------------------------- | -------------------- | -------------------------- |
| Jerome Arbutny              | Sydney Greenstreet   | Alf Marholm                |
| Crystal Shakleford          | Geraldine Fitzgerald | Gudrun Vaupel              |
| Johnny West                 | Peter Lorre          | Hans Zander                |
| Icey Crane                  | Joan Lorring         | Dagmar Heller              |
| Bertram Fellon              | Robert Shayne        | Günther Ungeheuer          |
| Janet Elliott               | Marjorie Riordan     | Christina Hoeltel          |
| Staatsanwalt                | Arthur Shields       | Klaus Guth                 |
| Lady Rhea Belladon          | Rosalind Ivan        | Marianne Wischmann         |
| Arbutnys Juniorangestellter | John Alvin           | Michael Schwarzmaier       |
| Timothy Delaney/Gabby       | Peter Whitney        | Fred Klaus                 |
| David Shakleford            | Alan Napier          | Sigmar Solbach             |
| Arbutnys Seniorangestellter | Clifford Brooke      | Kurt Zips                  |
| Sir Robert                  | Holmes Herbert       | Thomas Reiner              |
| Gefängniswärter             | Olaf Hytten          | Wolf Rahtjen               |
| Gillkie                     | Ian Wolfe            | Leo Bardischewski          |

Anmerkung: Die kursiv geschriebenen Namen sind Rollen und Darsteller, die nicht im Abspann erwähnt wurden.

## Veröffentlichung
Die Premiere des Films fand am 16. Februar 1946 statt. In der Bundesrepublik Deutschland wurde er am 23. Juli 1983 im deutschen Fernsehen ausgestrahlt.

## Kritiken
Der Filmkritiken-Aggregator Rotten Tomatoes hat in einer Auswertung ein Publikumsergebnis von 50 Prozent positiver Bewertungen ermittelt.
Bosley Crowther von der The New York Times befand, der Film sei nie so weit von der Vernunft entfernt, dass er völlig unglaublich, aber offensichtlich erfundene Fiktion wäre, und er sei eine einigermaßen spannende Show, die in einigen ihrer kritischen Szenen einige faszinierende Momente erreiche. Und die Schauspielerei entspreche dem melodramatischen Stil.
Die Variety bemängelte die ziemlich komplizierte Episodenhandlung, lobte gleichzeitig die guten Leistungen der Darsteller.
Virginia Wright schrieb in der Illustrated Daily News, an manchen Stellen sei der Film überladen und nicht allzu sorgfältig komponiert, dennoch fessele er die meiste Zeit die Aufmerksamkeit, wie ein Vexierbild.
Dennis Schwartz befand, der kompliziert angelegte, chaotische Film werde vor allem durch die temperamentvollen Darbietungen unterhaltsam.
Derek Winnert schrieb, der Film sei ein Muss, denn die drei großartigen Star-Charakterdarsteller seien in Höchstform, obwohl man merke, dass sie sich richtig ins Zeug legen müssen, um den Film überzeugend zu machen. Aber sie seien wieder einmal bereit dafür.
Das Lexikon des internationalen Films schrieb: „Hollywood-Melodram mit kriminalistischem Einschlag, dank guter Fotografie und guten Hauptdarstellern stimmungsvolle Unterhaltung.“
Die Filmzeitschrift Cinema befand: „Grandios gespielter, stimmungsvoller Krimigrusel.“